# جووانی اینوچنتی
جووانی اینوچنتی (به ایتالیایی: Giovanni Innocenti) بازیکن فوتبال اهل ایتالیا است که از سال ۱۹۱۳ میلادی عضو تیم ملی فوتبال ایتالیا بوده و در ۵ بازی ملی حضور داشته‌است. او در بازی‌های ملی‌اش گلی به ثمر نرساند.
جووانی اینوچنتی آخرین بازی ملی خود را در سال ۱۹۱۴ میلادی انجام داد.